# Concetto
Ein Concetto (ital.), auch concepto (span.), conceit (engl.), ist ein scharfsinniger Einfall, der zwei eigentlich disparate Wirklichkeitsbereiche in Form eines Vergleiches, einer Metapher, einer Allegorie oder eines Rätsels miteinander in Verbindung bringt, um aufgrund einer gesuchten Analogie eine besondere Überraschungswirkung zu erzielen und auf einprägsame Weise eine neue Einsicht zu ermöglichen. 
Die aristotelische Vorschrift, dass die Vergleichsgegenstände der Metapher nicht zu weit hergeholt sein dürfen, wird dabei bis an die Grenzen ausgereizt oder auch bewusst überschritten. Das Concetto kann religiösen oder metaphysischen Tiefsinn ebenso wie spirituelle oder erotische Anspannung zum Ausdruck bringen, aber auch satirischen oder parodistischen Absichten dienen.
Die Stilrichtung, die das Concetto bevorzugt und mit besonderer Virtuosität einsetzt, nennt man italienisch Concettismo, spanisch Conceptismo. Im Deutschen wird sie zuweilen Konzeptismus (seltener auch Konzettismus) genannt.
Der Concettismo entstand im italienischen und spanischen Barock des ausgehenden 16. Jahrhunderts und erlebte seine europäische Blütezeit im 17. Jahrhundert. Die Stilpraxis war begleitet von einer eigenen ästhetisch-rhetorischen Theorie. Deren Hauptvertreter sind Baltasar Gracián (Agudeza y arte de ingenio, 1648), Matteo Pellegrini (Delle acutezze, che altrimenti spiriti, vivezze, e concetti volgarmente si appellano trattato, 1639) und Emanuele Tesauro, bei dem bereits der Titel des Traktats Il cannocchiale aristotelico (1654, erw. Ausg. 1670), zu deutsch „Das aristotelische Fernrohr“, durch seine bewusst anachronistisch gefügte Metapher das Stilprinzip illustriert.

## Beispiel
Der Schlussvers eines Sonettes von Christian Hoffmann von Hoffmannswaldau (1617–1679) lautet:
Muss Atlas und sein Hals sich vor dem Himmel biegen,
So müssen Götter nur auf Deinen Schultern liegen.
Nachdem der Dichter den weißen Hals seiner Geliebten zehn Verse lang als schöner als „alabaster, schwan, und liljen“ beschrieben hat, lässt er die konventionelle Beschreibung kippen: Atlas trägt den Himmel auf seinen Schultern, in dem die Götter wohnen. Atlas ist aber auch ein feiner Stoff, den die Geliebte wohl trägt. Die Geliebte aber trägt auf ihren Schultern – den Dichter, also ist der Dichter selber ein Gott, und (unkonventionell) ebenso geehrt wie seine Geliebte.

## In der persischen Literatur
Ähnlich wie der europäische Barock ist auch die persische Dichtung des 17. und 18. Jahrhunderts von einem Concettostil geprägt. Diese Literaturperiode wird üblicherweise Indischer Stil genannt (in Iran auch Isfahaner Stil), da viele persische Dichter Iran verließen, um ein besseres Auskommen in Indien am Hof der Moguln oder der Dekkan-Sultanate zu haben.
Als Beispiel sei hier ein Vers von Țāleb-e Āmoli (1579–1627) genannt:
Wenn mein unglückliches Herz in ein Safranfeld geht,
Meine ich, dass es wie eine Wolke weinend aus (dieser) Wiese weggeht.
Interpretation von Mireille Schnyder: Der nach Indien ausgewanderte Dichter hat Heimweh. Safranfelder waren typisch für Indien. Safran gilt als Droge, die aufheitert; der heimwehkranke Dichter aber muss weinen. Außerdem spielt der Vers auf die vier Elemente an: Safran (rot) = Feuer, Feld = Erde, Wolke = Luft, Weinen = Wasser. „Ein Feld“ (zār-ī) ist homophon mit „Verzweiflung“ (zārī) und nimmt das Weinen schon hinweg. Die „Wiese“ in ihrer Buntheit ist ein Metonym für die Welt überhaupt, daher ist „nach Indien gehen“ = „aus der Welt gehen“ = „sterben“, aber mit einem Effekt: Das Weinen der Wolke bewässert das Safranfeld. Da Weinen = Klagen = Singen = Dichten, behauptet der Dichter, dass gerade sein Heimweh die Pracht Indiens zur Blüte bringt.
All diese Anspielungen kann der Dichter in einen einzigen Vers packen, und das ganze Gedicht besteht aus zehn Versen.